# 루키우스 아풀레이우스 사투르니누스

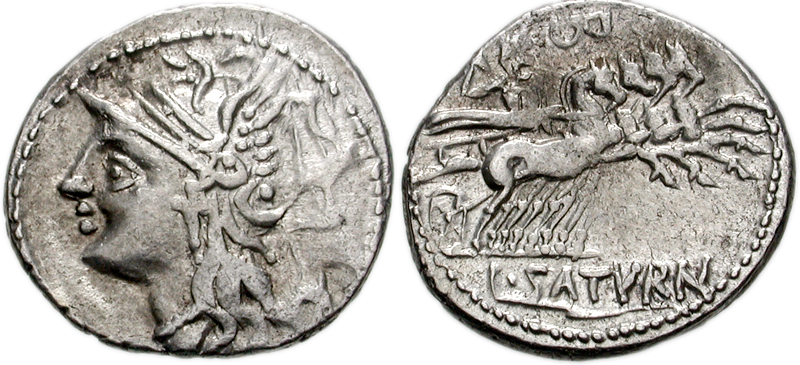
루키우스 아플레이우스 사투르니누스의 동전

루키우스 아풀레이우스 사투르니누스(Lucius Appuleius Saturninus, 기원전 100년 사망)은 기원전 2세기에 활동한 로마 공화정의 정치인이다. 호민관으로 선동정치에 능하였으나 결국 살해당했다.

## 첫 번째 호민관 시기
기원전 104년 사투르니누스는 로마의 외항인 오스티아에서 밀을 수입하는 것을 감독하던 재무관었다. 민중파인 그는 특별히 과실이 없음에도 원로원의 견제로 교체되었고 이듬해 호민관에 당선되었다. 호민관이 된후 그는 유구르타와의 전쟁에서 돌아온 퇴역병사의 처리문제로 고민하던 가이우스 마리우스와 손을 잡고 여러 가지 개혁 정책을 추진하였다. 그는 그라쿠스 형제의 신봉자였고 그들의 정책을 자신의 주요 정책으로 부활시키려고 하였는데 주요 내용은 아래와 같다.
- 곡물법 개정: 가이우스 그라쿠스가 제정한 서민 공급용 법을 개정하여 더 낮은 가격으로 서민에게 공급함
- 식민법 : 카르타고 및 북아프리카에 퇴역병사를 위한 식민도시 건설, 병사 1인당 100유겔룸(25헥타르)의 토지를 지원

사투르니누스의 주된 적은 메텔루스 누미디쿠스였는데 메텔루스는 마리우스의 정적이기도했으며 재무관시절 사투르니누스를 실각시키려고 했으나 동료 원로원 의원들의 반대로 실패했었다.

## 두 번째 호민관 시기
기원전 100년에 사투르니누스는 다시 호민관에 선출되었고, 마리우스는 6번째로 집정관이 되었다. 사투르니누스는 새로운 농지법을 들고 나왔는데 킴브리 족과의 전쟁이 끝난 후 퇴역한 마리우스의 병사들에게 갈리아의 킴브리 족의 땅을 무상으로 분배하는 것, 시칠리아와 마케도니아 및 아카이아에 로마 식민도시를 건설하는 것, 이탈리아 인들에게 로마 시민권과 동등한 권리를 부여하는 것등 개혁적인 내용이었다.
이것은 다시 보수파와 원로원의 귀족파에게 도전장을 내민 것이었고 원로원은 반대했으나 사투르니누스는 마리우스의 퇴역병을 모아 시위를 벌이면서 결국 통과시켰다. 사투르니누스 일파는 더 나아가 민회에서 가결된 법안에 대하여 원로원 의원은 5일이내에 법안을 인정하는 선서를 해야한 다는 조항을 추가시켰고 원로원은 이에 강력히 반대했다. 집정관 마리우스는 중간에서 이를 중재해야하는 입장이었지만 먼저 나서서 그 선서를 하고 말았다. 메텔루스 누미디쿠스는 끝까지 선서를 거부하고 망명했고 많은 원로원 의원이 마리우스의 반대파로 돌아섰다.

## 죽음과 그 이후
사투르니누스는 기원전 99년 세 번째 호민관에 출마했다. 그의 급진적인 정책으로 입지가 줄어든 마리우스는 그와 거리를 두고자 했다. 사투르니누스는 무난히 당선되었고 그의 동료 글라우키아는 현직 법무관으로 출마권한이 없었음에도 불구하고 집정관 선거에 출마를 강행했다.
그와중에 귀족파 집정관 후보가 사투르니누스의 지지자에 의해 살해되는 사건이 벌어졌고 집정관 선거는 무산되었다. 격분한 원로원은 사투르니누스와 글라우키아를 국가의 적으로 규정하고 집정관 마리우스에게 무력을 사용하게 했다. 사투르니누스는 지지자들과 함께 카피톨리노 언덕에서 농성을 벌였으나 결국 마리우스에게 항복했고 마리우스는 그들을 한 건물에 감금했다.
그러나 보수파와 원로원파가 건물 지붕을 뚫고 들어가 그안에 있는 사투르니누스와 지지자들을 돌로 쳐죽였고 사투르니누스가 죽은 뒤, 원로원은 그의 개혁정책을 대부분 무효화했고 마리우스는 평민파의 지지 마저도 잃었고 실각했다.